# Miss Independent (álbum)
Miss Independent é o primeiro álbum de vídeo lançado pela cantora norte-americana Kelly Clarkson, através da Sony BMG Music Entertainment e 19 Entertainment. É uma colecção de vídeos musicais, actuações ao vivo e gravações dos bastidores detalhando a criação do álbum de estreia de Clarkson, Thankful. Foi lançado a 18 de Novembro de 2003.

## Alinhamento de faixas
| N.º | Título                                                                    | Duração |  |
| 1.  | "A Moment Like This" (Final do American Idol)                             | 3:40    |  |
| 2.  | "Miss Independent" (Total Request Live)                                   | 3:33    |  |
| 3.  | "Miss Independent" (Craig Kilborn)                                        | 3:32    |  |
| 4.  | "Some Kind of Miracle" (Summer Music Mania)                               | 2:35    |  |
| 5.  | "Low" (Teen Choice Awards)                                                | 3:22    |  |
| 6.  | "Respect" (da American Idols LIVE! Tour 2002 em Washington D.C.)          | 2:21    |  |
| 7.  | "Natural Woman" (da American Idols LIVE! Tour 2002 em Atlanta)            | 2:36    |  |
| 8.  | "Before Your Love" (da American Idols LIVE! Tour 2002 em Washington D.C.) | 3:59    |  |
| 9.  | "A Moment Like This" (vídeo musical)                                      | 3:46    |  |
| 10. | "Before Your Love" (vídeo musical)                                        | 3:53    |  |
| 11. | "Miss Independent" (vídeo musical)                                        | 3:33    |  |
| 12. | "Low" (vídeo musical)                                                     | 3:29    |  |
| 13. | "Low" (bastidores)                                                        | 8:01    |  |
| 14. | "Low" (sessão fotográfica)                                                | 1:47    |  |

### Certificações
| País           | Providente | Certificação |
| -------------- | ---------- | ------------ |
| Estados Unidos | RIAA       | Ouro         |